# 19-я сессия Комитета всемирного наследия ЮНЕСКО

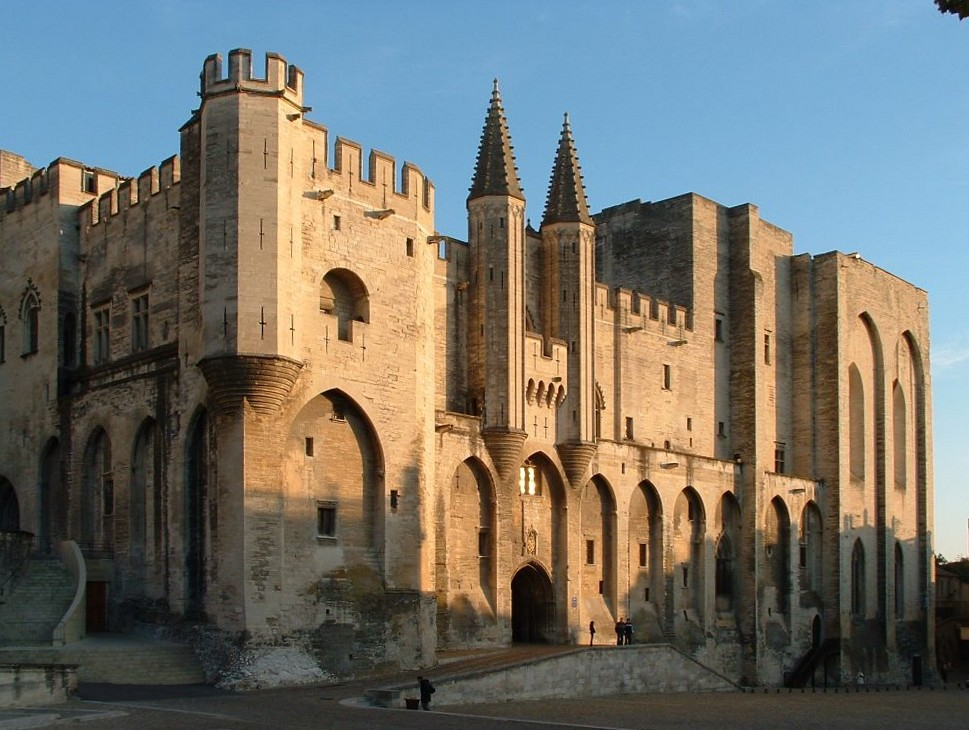
Папский дворец (Авиньон)

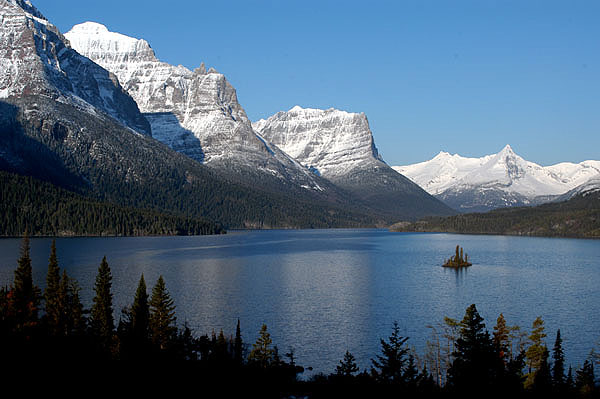
Уотертон-Лейкс-Глейшер (международный парк мира)

19-я сессия Комитета всемирного наследия ЮНЕСКО проходила с 4 по 9 декабря 1995 года, в Берлине, Германия. Было подано 29 объектов в список всемирного наследия ЮНЕСКО. 23 объекта культурного наследия и 6 природного наследия. Таким образом, общее число регистраций достигло 469 (349 культурного наследия, 17 смешанных и 103 природных описания наследия).

## Объекты, внесённые в список всемирного наследия

### Культурное наследие
Канада: Старый город Луненберг
Чили: Национальный парк Рапануи (остров Пасхи)
Колумбия: Исторический центр города Санта-Крус-де-Момпокс
Колумбия: Национальный археологический парк Тьеррадентро
Колумбия: Археологический парк Сан-Агустин
Дания: Собор Роскилле
Филиппины: Рисовые террасы в Филиппинских Кордильерах
Франция: Исторический центр Авиньон: Папский дворец, Епископальная ансамбль и Мост Сен-Бенезе
Италия: Исторический центр Сиена
Италия: Исторический центр Неаполь
Италия: Фабричный посёлок Креспи-д’Адда
Италия: Город эпохи Возрождения Феррара, в дельте реки По (расширена в 1999 году)
Япония: Исторические села Сиракава-го и Гокаяма и Гокаяма
Лаос: Город Луангпхабанг
Нидерланды: Район Схокланд и прилегающие территории
Португалия: Культурный ландшафт Синтра
Чехия: Кутна-Гора Исторический центр Санкт-Барбаре церковь и собор Богоматери в Седлец
Уругвай: Историческая часть города Колония-дель-Сакраменто
Великобритания: Старый город и Новый город Эдинбурге
Южная Корея: Пещерный храм Соккурам и храмовый комплекс Пульгукса
Южная Корея: Монастырь Хэинса, Чангён-Пханджон – хранилище деревянных табличек «Трипитака Кореана»
Южная Корея: Храм Чонмё
Швеция: Ганзейский город Висбю

### Природное наследие
Канада / США : Международный Парк Мира Уотертон-Лейкс-Глейшер
Германия:
Венгрия / Словакия: Пещерный район Аггтелек – Словацкий Карст
Россия: Девственные леса Коми
США: Национальный парк Карлсбадские пещеры
Великобритания: Острова Гоф и Инаксессибл

### Расширены
Ни один объект не был добавлен.

### Убраны из Красного списка
Ни один объект не был добавлен.

### Добавлены в Красный список
США: Парк Йеллоустон